# Thomas Allston Brown
Thomas Allston Brown, né le 16 janvier 1836 à Newburyport (Massachusetts) et mort le 2 avril 1918 à Philadelphie (Pennsylvanie), est un critique de théâtre américain, rédacteur en chef de journal, agent artistique et historien du théâtre, surtout connu pour ses livres History of the American Stage (Dick & Fitzgerald : New York, 1870) et A History of the New York Stage : From the First Performance in 1732 to 1901 (Dodd, Mead and Company : New York, 1903).

## Biographie
Brown est né à Newburyport, de Thomas James Brown (1800-1867) et de Lucretia Hamsly Brown (née Lucretia Hamsly Milton ; 1810-1872). Il commence sa carrière en tant que correspondant à Philadelphie et critique de théâtre pour le principal journal de divertissement de l'époque, le New York Clipper. Il travaille en freelance pour d'autres publications du show-business et publie son propre journal, intitulé The Tattler,.
En 1860, Brown se lance dans le show business en tant qu'homme avancé de la Cooper English Opera Company, dirigée par le violoniste virtuose Henry Charles Cooper (1819-1881). Il travaille ensuite pour le Gardner & Madigan's Circus en tant que trésorier et directeur du box-office. Lors d'un spectacle de cirque, l'assistante du funambule Charles Blondin disparaît. Le coup d'ouverture de Blondin consiste à marcher sur une corde raide de la scène au balcon avec une personne sur le dos. T. Allston Brown remplace l'assistant disparu, et le Baltimore Press le surnomme « Colonel » pour cet acte. Brown adopte le titre honorifique et l'utilise pour le reste de sa carrière.
En 1863, Brown est nommé rédacteur en chef du New York Clipper. Il conserve ce poste jusqu'en 1872, date à laquelle il se retire du journalisme. Il poursuit ensuite une carrière d'agent et de gérant pour des artistes du spectacle. Ses clients comprennent la célèbre imitateur drag Ernest Byne (1848-1904), les frères Hanlon et Mlle. Marie Aimé (1852-1857). Le 7 mai 1879, Brown devient associé avec Morris Simmonds (1839-1896) dans Simmonds & Brown, Dramatic Agents, et continue de diriger l'entreprise après la mort de Simmonds.
Dès 1858, Brown commence à compiler des histoires et des biographies d’artistes de théâtre aux États-Unis. Une grande partie de son matériel provient d'acteurs du domaine, qui lui fournissent des notices biographiques. Il commence à écrire un livre sur le sujet et, en 1870, il publie l'exhaustive History of the American Stage,. En 1906, il se retire du show business pour se consacrer davantage à l’histoire et à l’écriture. 
Brown meurt à Philadelphie en 1918. Le New York Times écrit dans sa nécrologie que A History of the New York Stage, publié en 1903, « est considéré comme l'un des récits les plus complets sur le développement de la scène en Amérique qui ait été écrit ».